# NEC九州システムセンター
NEC九州システムセンター（NECきゅうしゅうシステムセンター）とは、福岡県福岡市早良区にある日本電気および関連会社の事業所である。
住所：福岡県福岡市早良区百道浜2-4-1